# Cốc Pàng
Cốc Pàng là một xã thuộc tỉnh Cao Bằng, Việt Nam.

## Địa lý
Cốc Pàng là xã cực bắc của huyện Bảo Lạc, có vị trí địa lý:
- Phía đông giáp xã Thượng Hà
- Phía tây giáp huyện Bảo Lâm
- Phía nam giáp xã Bảo Toàn
- Phía bắc giáp Trung Quốc với đường biên giới dài 18,126 km.

Xã Cốc Pàng có diện tích 81,05 km², dân số năm 2019 là 3.380 người, mật độ dân số đạt 42 người/km².
Trên địa bàn xã có nhiều sông suối bao gồm: suối Cốc Cầu, Suối Cốc Mòn, suối Cốc Sâu, suối Lè, khuổi Nà, suối Nà Linh, suối Nà Luông, suối Pang, suối Xá. Các suối trên địa bàn thuộc lưu vực sông Gâm và sông Nho Quế (một phụ lưu của sông Gâm). Tỉnh lộ 217 chạy qua phía nam của xã.

## Hành chính
Xã Cốc Pàng được chia thành 9 xóm: Chè Lếch, Cốc Mòn, Cốc Pàng, Cốc Sâu, Khuổi Sá, Nà Luông, Nà Mìa, Nà Nhùng, Nà Rại.

## Lịch sử
Sau năm 1975, Cốc Pàng là một xã thuộc huyện Bảo Lạc.
Đến năm 2019, xã Cốc Pàng được chia thành 16 xóm: Cốc Mười, Cốc Mòn, Cốc Pàng, Cốc Sâu, Khuổi Đẳm, Khuổi Tẳng, Khuổi Sá, Khuổi Khâu, Nà Nộc, Nà Cam, Nà Luông, Nà Mìa, Nà Nhùng, Nà Rại, Vằng Có.
Ngày 9 tháng 9 năm 2019, Hội đồng Nhân dân tỉnh Cao Bằng ban hành Nghị quyết số 27/NQ-HĐND về việc:
- Giữ nguyên 8 xóm: Cốc Mòn, Cốc Pàng, Cốc Sâu, Khuổi Khâu, Khuổi Sá, Nà Luông, Nà Mìa, Nà Nhùng, Nà Rại
- Sáp nhập xóm Vằng Có vào xóm Cốc Mòn
- Sáp nhập hai xóm Nà Pù và Khuổi Tẳng vào xóm Nà Nộc
- Sáp nhập xóm Nà Cam vào xóm Nà Mìa
- Sáp nhập hai xóm Cốc Mười và Khuổi Đẳm vào xóm Chè Lếch
- Sáp nhập xóm Khuổi Khâu vào xóm Cốc Pàng.